# Vindeby Nor
Vindeby Nor (tysk Windebyer Noor) er et 389,3 ha stort nor i det nordlige Tyskland, beliggende ved byen Egernførde (Egernfjord) i Slesvig-Holsten (Sydslesvig). Vindeby Nor var tidligere endepunkt for byens fjord. Den nuværende sø med afløb til Egernførde Fjord er 3,4 km lang og 1,9 km bred. På sine bredder har noret små udbugtninger som Snap Bugt (Schnaaper Bucht), Sydbugt (Südbucht), Nørrehage (Norderhake) og Sønderhage (Süderhake). Der er planer, om ar genåbne forbindelsen mellem noret (Nørrehage) og fjorden (indehavn). Der er anlagt en vandresti rundt om søen.
Noret har fået navn efter den syd for noret beliggende landsby og gård Vindeby. I nord grænser bebyggelse Snap, i vest Borreby og Egernfjords centrum til noret. Vindeby Nor udgør sammen med Snapsø, Birkesø, Bulsø, Kolsø og Langsø en kæde af søer mellem Slien og Egernfjord.
Arkæologiske fund ved noret tyder på, at der har boet mennesker ved noret allerede i jernalderen. Der blev også fundet to moselig fra jernalderen. Moselig fra Vindeby kan i dag ses på Gottorp Museum i Slesvig by.
Dannevirkes Østervold strakte sig fra Vindeby Nor til Østerbækken ved Slien.